# Salvatierra de Tormes
Salvatierra de Tormes ist ein Ort und eine westspanische Gemeinde (municipio) mit nur noch 72 Einwohnern (Stand: 2024) in der Provinz Salamanca in der Autonomen Region Kastilien-León.

## Lage und Klima
Der Ort Salvatierra de Tormes liegt nur wenige Meter oberhalb des zum Santa-Teresa-Stausee aufgestauten Río Tormes in einer Höhe von ca. 905 m; die Provinzhauptstadt Salamanca befindet sich knapp 48 km (Fahrtstrecke) nördlich. Das Klima im Winter ist kühl, im Sommer dagegen durchaus warm; die eher geringen Niederschlagsmengen (ca. 455 mm/Jahr) fallen überwiegend im Winterhalbjahr.

## Bevölkerungsentwicklung
| Jahr      | 1857 | 1900 | 1950 | 2000 | 2020 |
| Einwohner | 374  | 696  | 821  | 62   | 74   |

Der kontinuierliche Bevölkerungsschwund (Landflucht) seit der Mitte des 20. Jahrhunderts ist im Wesentlichen auf die Mechanisierung der Landwirtschaft sowie die Aufgabe von bäuerlichen Kleinbetrieben („Höfesterben“) und den damit einhergehenden Verlust an Arbeitsplätzen zurückzuführen.

## Wirtschaft
Das wirtschaftliche Leben von Salvatierra de Tormes ist in hohem Maße agrarisch orientiert – früher wurden Getreide, Weinreben etc. zur Selbstversorgung angepflanzt; Gemüse stammte aus den Hausgärten. Viehzucht (früher hauptsächlich Schafe und Ziegen, heute zumeist Rinder) wurde und wird immer noch betrieben. Die ehemals im Ort ansässigen Kleinhändler, Handwerker sowie Dienstleister aller Art sind hingegen verschwunden. Heute werden zahlreiche Ferienwohnungen bzw. -häuser (casas rurales) vermietet.

## Geschichte

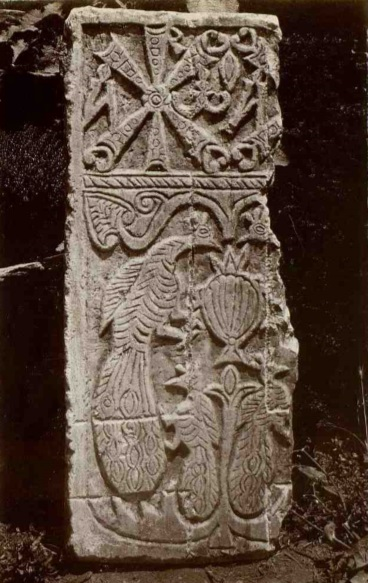
Stele von Salvatierra

Eindeutige Zeugnisse aus keltischer oder römischer Zeit wurden bislang nicht entdeckt; aus westgotischer Zeit stammt die um 1900 gefundene „Stele von Salvatierra“, deren Verbleib jedoch unklar ist. Im 8. Jahrhundert überrannten die Mauren die Region; von einer Ortsgründung ist jedoch nichts bekannt. Im ausgehenden 11. Jahrhundert wurde die Gegend von den Christen zurückerobert (reconquista) und wiederbesiedelt (repoblación). In den Jahren um 1280 gehörte der nunmehr von einer Mauer umgebene Ort zur Grundherrschaft des Infanten Don Pedro (1261–1283), der jedoch bereits kurz darauf verstarb. Nach dem Tod seines Sohnes Sancho (1312) fielen dessen Besitztümer an die Krone zurück. Ab dem 15. Jahrhundert gehörte der Ort zum Besitz des Hauses Alba.

## Sehenswürdigkeiten
- Das Castillo de la Mora Encantada und die angrenzende Stadtmauer (muralla) stammen aus dem 13. Jahrhundert; beide wurden jedoch danach noch wiederholt verändert.
- Einige Häuser des Ortes zeigen steinerne Wappenschilde.
- Die dreischiffige Iglesia de Nuestra Señora de Monviedro ist ein Bau des 15./16. Jahrhunderts mit einem Portal und einer Vorhalle (portico) auf der Westseite. Der Turm zeigt ein Mischmauerwerk aus Bruch- und Ziegelsteinen. Im von Holzdecken überspannten Innern beeindrucken mehrere Schnitzaltäre (retablos), darunter der churriguereske Hauptaltar.
- Zwei weitere Kirchen (San Martín und San Juan) sind in einem schlechten baulichen Zustand.